# Pískovec
Pískovec (deutsch Schwimmiger) war ein Ortsteil der Gemeinde Breitenbach (tschechisch Potůčky) im Okres Karlovy Vary, Tschechien.

## Geografie
Die heutige Wüstung liegt im böhmischen Teil des Erzgebirges südöstlich der Ortslage von Breitenbach, nahe dem Gipfel des Písková skála (Sandfels). Die kleine Siedlung lag auf etwa 950 m n.m. Höhe und bestand aus fünf Häusern, von denen eines etwas abseits stand.

## Geschichte

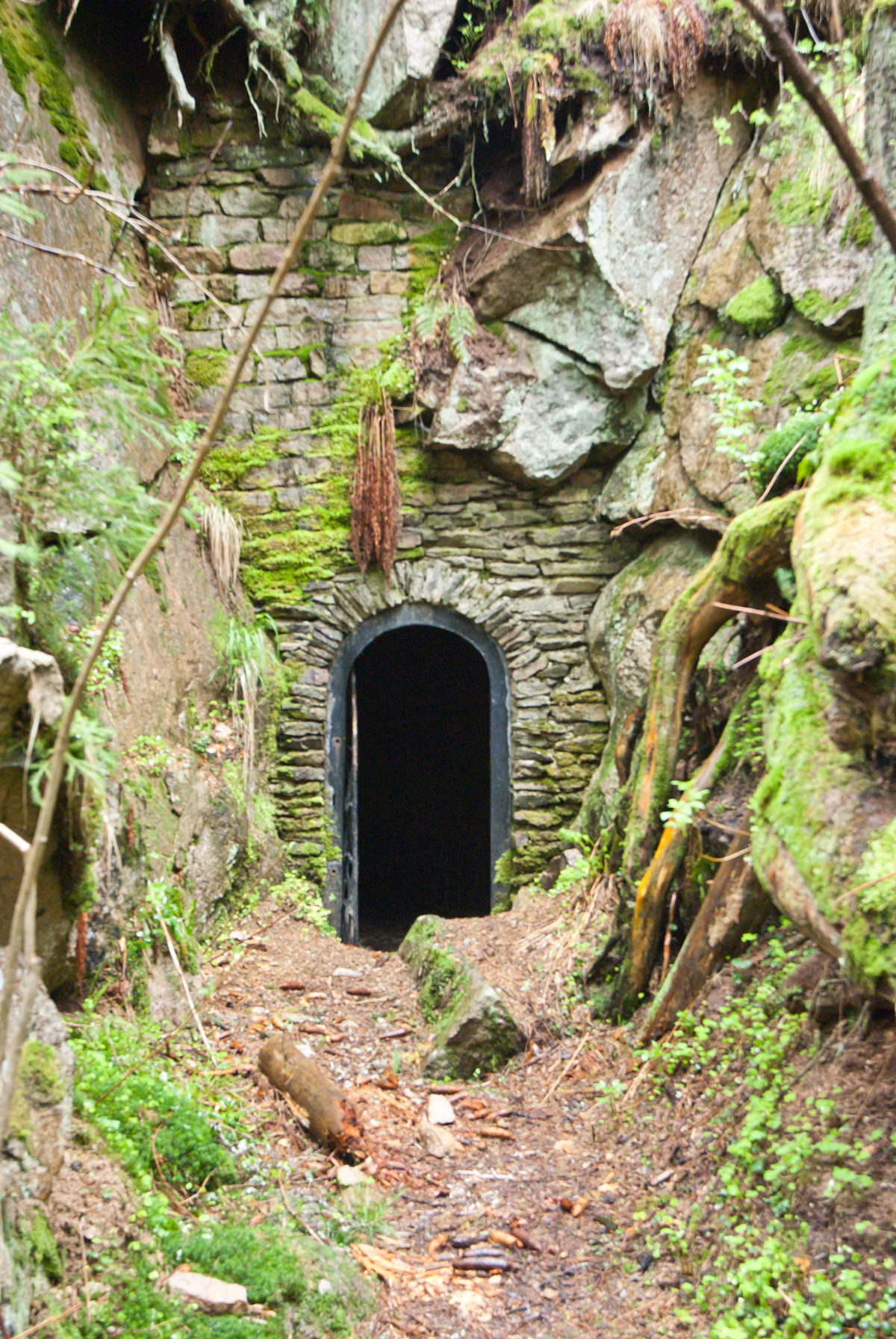
Vom Schwarzwassertal aus wurde der Tiefe Streitpinger Erbstollen vorangetrieben.

Die Siedlung ist in Zusammenhang mit dem Zinnbergbau um die Bergstadt Platten (Horní Blatná) entstanden. Der Ort, der noch im 19. Jahrhundert verschiedene Schreibweisen wie Schwimmerig, Schwimmering oder Schwimmerich aufwies, erhielt seinen Namen von den Zinnseifen (Schwemme, schwemmen). Noch heute findet man in diesem Gebiet umfangreiche Zeugnisse des mehrere Jahrhunderte andauernden Bergbaus, besonders auf Zinn. Bereits im 16. Jahrhundert wird Schwimmiger in den Kirchenbüchern erwähnt. 
Montangeschichtlich bedeutsam ist die Erwähnung von zwei Schächten im Jahr 1380, die früheste Erwähnung solcher Anlagen für die Kammregion des Erzgebirges. Vermutlich bereits um 1390 war das Gebiet, das lange Zeit zum Kurfürstentum Sachsen gehörte, besiedelt. Nach dem Schmalkaldischen Krieg gelangte es 1546 mit dem südlichen Teil des Kreisamtes Schwarzenberg an die Krone Böhmen. 
Von 1585 bis 1593 sind 40 Mutungen auf Silberzechen bei Schwimmiger bestätigt worden. So kommt man auf dem Weg nach Jungenhengst (Luhy) zuerst an der Fischzügner Pinge und dann an der Streitpinge vorbei. Letztere weist eine Länge von 160 m und bis zu 30 m hohe Steilwände auf. Sie entstand vermutlich schon im 16. Jahrhundert im Tagebau. Unten im Tal des Schwarzwassers (Černá), etwa 130 m unter dem Niveau von Pískovec, wurde der Tiefe Streitpinger Stolln als Erbstollen vorangetrieben. Dieser wurde aber nicht durchschlägig, zumal die Zinn-Vererzung mit der Tiefe deutlich abnahm. Darüber hinaus ging unbedeutender Bergbau auf Silber, Kobalt und Wismut um.
Schwimmiger war zur Pfarrei Platten gepfarrt. Bis zur Aufhebung der Patronatsherrschaften lag der Ort im k. k. Montanwalddominium St. Joachimsthal, das vom k. k. Bergoberamt St. Joachimsthal verwaltet wurde. 1847 zählte Schwimmiger 5 Häuser und 58 Einwohner. Im Zuge der böhmischen Verwaltungsreform von 1849 entstand durch die Zusammenlegung mehrerer Ortsteile die „Gemeinde Breitenbach“, die zur Bezirkshauptmannschaft St. Joachimsthal und zum Gerichtsbezirk Platten gehörte. Nach Kriegsende 1945 wurde die deutsche Bevölkerung vertrieben und der Ort fiel wüst. 

### Entwicklung der Einwohnerzahl
| Jahr | Einwohnerzahl |
| ---- | ------------- |
| 1847 | 58            |
| 1869 | 34            |
| 1880 | 26            |
| 1890 | 25            |
| 1900 | 31            |

| Jahr | Einwohnerzahl |
| ---- | ------------- |
| 1910 | 22            |
| 1921 | 20            |
| 1930 | 23            |
| 1950 | 7             |
| 1961 | -             |